# Cleveland Cavaliers 1978-1979
La stagione 1978-79 dei Cleveland Cavaliers fu la 9ª nella NBA per la franchigia.
I Cleveland Cavaliers arrivarono quarti nella Central Division della Eastern Conference con un record di 30-52, non qualificandosi per i play-off.

## Roster
| N° | Naz.                   | Ruolo | Sportivo      | Anno | Alt. | Peso |
| -- | ---------------------- | ----- | ------------- | ---- | ---- | ---- |
| 1  | Stati Uniti (bandiera) | G     | Kenny Higgs   | 1955 | 183  | 82   |
| 3  | Stati Uniti (bandiera) | C     | Elmore Smith  | 1949 | 213  | 113  |
| 7  | Stati Uniti (bandiera) | GA    | Bingo Smith   | 1946 | 196  | 88   |
| 11 | Stati Uniti (bandiera) | G     | Walt Frazier  | 1945 | 193  | 91   |
| 14 | Stati Uniti (bandiera) | G     | Foots Walker  | 1951 | 183  | 78   |
| 15 | Stati Uniti (bandiera) | G     | Butch Lee     | 1956 | 183  | 84   |
| 20 | Stati Uniti (bandiera) | A     | Campy Russell | 1952 | 203  | 98   |
| 22 | Stati Uniti (bandiera) | AC    | Jim Chones    | 1949 | 211  | 100  |
| 24 | Stati Uniti (bandiera) | AC    | John Lambert  | 1953 | 208  | 102  |
| 25 | Stati Uniti (bandiera) | GA    | Terry Furlow  | 1954 | 193  | 86   |
| 30 | Stati Uniti (bandiera) | A     | Mike Mitchell | 1956 | 201  | 98   |
| 34 | Stati Uniti (bandiera) | G     | Austin Carr   | 1948 | 193  | 91   |
| 40 | Stati Uniti (bandiera) | A     | Harry Davis   | 1956 | 201  | 100  |
| 52 | Stati Uniti (bandiera) | AC    | Jim Brewer    | 1951 | 206  | 95   |

## Staff tecnico
- Allenatore: Bill Fitch
- Vice-allenatore: Jimmy Rodgers